# Visitörerna
Visitörerna (franska: Les Visiteurs) är en fransk komedifilm av Jean-Marie Poiré, som släpptes 1993. En riddare (Jean Reno) och hans lojala tjänare (Christian Clavier) transporteras genom tiden från 1000-talet till det moderna Frankrike. Filmen fick en uppföljare med Visitörerna 2 (1998) och en nyinspelning i den amerikanska Just visiting (2001).

## Rollista
| Christian Clavier | – Jacquouille la Fripouille                   |
| Jean Reno         | – Godefroy de Papincourt, Comte de Montmirail |
| Valérie Lemercier | – Frénégonde de Pouille                       |
| Marie-Anne Chazel | – Ginette la clocharde                        |
| Christian Bujeau  | – Jean-Pierre                                 |
| Isabelle Nanty    | – Fabienne Morlot                             |
| Gérard Séty       | – Edgar Bernay                                |
| Didier Pain       | – Louis VI le Gros                            |
| Jean-Paul Muel    | – Marechal des Logis Gibon                    |
| Arielle Sémenoff  | – Jacqueline                                  |
| Michel Peyrelon   | – Edouard Bernay                              |
| Pierre Vial       | – Wizard Eusebius                             |
| François Lalande  | – Priest                                      |
| Didier Bénureau   | – Intern Beauvin                              |
| Frédéric Baptiste | – Freddy                                      |